# Торе Каха Мадрид
Торе Каха Мадрид е небостъргач в Мадрид, който със своите 250 м е най-високата сграда в Испания и петата по височина в Европа.
Намира се в района „Фуенкарал Ел Пардо“ и заедно с още три съседни небостъргача е част от бизнес зоната Cuatro Torres Business Area. Първоначално сградата е известна като Торе Репсол, тъй като е първоначалния собственик е петролната компания Репсол, смятаща тук да установи седалището си. През 2007 обаче Репсол променя плановете си и продава сградата на финансовата институция Каха Мадрид за 815 милиона евро.
Небостъргачът се издига на височина 250 метра и има 45 етажа. Главен архитект е британецът Норман Фостър, а строежът продължава пет години между 2004 и 2009. Сградата е открита официално през лятото на 2009.